# Ciclobutină
Ciclobutina este un compus organic ipotetic cu formula chimică C4H4. Molecula conține o legătură triplă în cadrul unui ciclu format din patru atomi de carbon. Această cicloalchină este foarte instabilă din cauza tensiunii ridicate a nucleului și nu a fost izolată în stare pură. Cu toate acestea, au fost sintetizați complecși coordinativi cu osmiu care conțin ciclobutine.